# Восау (Флорида)
Восау (англ. Wausau) — місто (англ. town) в США, в окрузі Вашингтон штату Флорида. Населення — 371 особа (2020).

## Географія
Восау розташований за координатами 30°38′1″ пн. ш. 85°35′14″ зх. д. / 30.63361° пн. ш. 85.58722° зх. д. (30.633541, -85.587232).  За даними Бюро перепису населення США в 2010 році місто мало площу 3,01 км², уся площа — суходіл.

## Демографія
Згідно з переписом 2010 року, у місті мешкали 383 особи в 155 домогосподарствах у складі 105 родин. Густота населення становила 127 осіб/км².  Було 186 помешкань (62/км²).
Расовий склад населення:
| - 94,8 % — білих - 0,8 % — корінних американців - 0,8 % — чорних або афроамериканців - 0,8 % — азіатів |

До двох чи більше рас належало 2,6 %. Частка іспаномовних становила 1,6 % від усіх жителів.
За віковим діапазоном населення розподілялося таким чином: 26,9 % — особи молодші 18 років, 53,5 % — особи у віці 18—64 років, 19,6 % — особи у віці 65 років та старші. Медіана віку мешканця становила 40,4 року. На 100 осіб жіночої статі у місті припадало 101,6 чоловіків;  на 100 жінок у віці від 18 років та старших — 87,9 чоловіків також старших 18 років.
Середній дохід на одне домашнє господарство  становив 50 666 доларів США (медіана — 36 875), а середній дохід на одну сім'ю — 52 587 доларів (медіана — 42 500). За межею бідності перебувало 22,6 % осіб, у тому числі 36,2 % дітей у віці до 18 років та 7,1 % осіб у віці 65 років та старших.
Цивільне працевлаштоване населення становило 149 осіб. Основні галузі зайнятості: освіта, охорона здоров'я та соціальна допомога — 16,8 %, будівництво — 16,8 %, роздрібна торгівля — 15,4 %.